# Mas Trobat
El Mas Trobat és una masia de Viladamat (Alt Empordà) inclosa a l'Inventari del Patrimoni Arquitectònic de Catalunya.

## Descripció
Situat dins del nucli urbà de la població de Viladamat, al bell mig del nucli antic del poble, formant cantonada entre el carrer Major i el carreró que condueix a la plaça Moderna.
Edifici cantoner de planta rectangular, format per dos grans cossos units per un petit pati davanter. A la part posterior hi ha una zona enjardinada. L'edifici principal presenta la coberta de teula de dues vessants i està distribuït en planta baixa i pis. La façana principal, tot i que força modificada, presenta un portal d'arc de mig punt adovellat, amb els brancals bastits amb carreus ben desbastats. Al pis, damunt del portal d'accés, hi ha una finestra balconera bastida amb maons en substitució de l'obertura original. A banda i banda, destaquen dues finestres rectangulars, emmarcades amb carreus de pedra calcària i les llindes planes. De la façana posterior, orientada a ponent, destaquen les dues finestres rectangulars bastides amb carreus de pedra, situades al pis. La de la dreta presenta la llinda plana decorada amb una corona de llorer. L'interior de l'edifici, transformat, presenta sostres coberts amb voltes bastides amb pedra i morter. A l'extrem de migdia del conjunt hi ha l'antic paller, amb coberta de dues vessants. La construcció és bastida en pedra de diverses mides, desbastada i lligada amb morter. El parament de la planta baixa està bastit amb carreus escairats disposats en filades completament regulars.

## Història
Dins del nucli històric de Viladamat, a partir del segle xvi, als carrers que envoltaven el recinte medieval es van edificar o reconstruir notables casals que s'han conservat fins a l'actualitat amb poques reformes. La configuració antiga del poble i la singularitat d'aquests casals al costat de les cases més modestes de l'entorn han dibuixat el paisatge de la població de Viladamat.